# Masahiro Sasaki
Masahiro Sasaki (* 10. října 1964) je japonský umělecký sklář a profesor. Vystudoval Toyama Institute of Glass Art. Svá díla vystavuje v Japonsku, Spojených státech amerických a Španělsku. Obor sklářství vyučuje na Aichi University of Education v japonské Kariji. Žije a pracuje v Nagoji. V roce 2018 se zúčastnil Mezinárodního sklářského sympozia v Novém Boru. Jeho díla jsou ve sbírkách v Japonsku a Německu.